# Guillermo Estévez Boero
Guillermo Emilio Estévez Boero (Rosario, Santa Fe, 28 de diciembre de 1930 - Buenos Aires, 3 de febrero de 2000) fue un dirigente estudiantil reformista, abogado, político y parlamentario socialista argentino.

## De 1930 a 1970

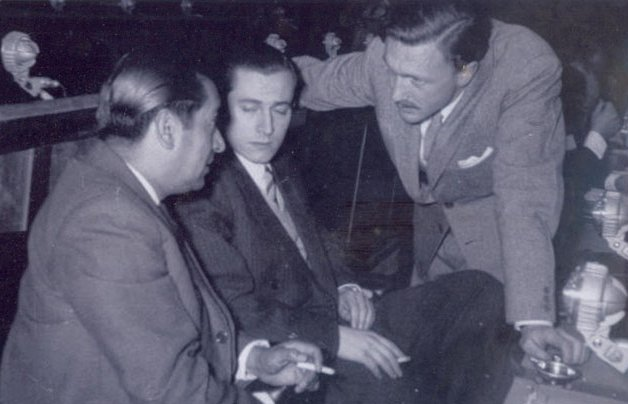
Convención Constituyente de 1957. De izquierda a derecha, los convencionales: Ricardo Ovando (Partido Laborista), Juan Carlos Deghi (Partido de los Trabajadores) y Guillermo Estévez Boero (asesor del Partido de los Trabajadores).

Nació en Rosario (provincia de Santa Fe) el 28 de diciembre de 1930. 
Fue discípulo del criminalista español y presidente de la República Española en el exilio, Luis Jiménez de Asúa. En el período 1952 a 1953 fue presidente del Centro de Estudiantes de Derecho de la Universidad Nacional del Litoral. En 1953 participó con Dardo Cúneo en la fundación de la agrupación Acción Socialista, orientada hacia una superación de la antinomia peronismo-antiperonismo. y cuando Cúneo se inclinó por el frondicismo, estuvo en el sector que bajo su liderazgo constituyó el Partido de los Trabajadores que en 1957 concurrió solamente en las provincias de Buenos Aires y de San Juan a las elecciones nacionales de convencionales constituyentes, obteniendo la elección del convencional Juan Carlos Deghi.
En 1958 fue uno de los organizadores de la movilización obrero- estudiantil que bajo el lema "Laica o libre" se oponía a que las universidades no estatales pudieran otorgar títulos habilitantes, y fue el autor de una difundida carta enviada al entonces Ministro de Educación Gabriel del Mazo. Fue elegido presidente de la Federación Universitaria Argentina (FUA) en 1959, y se mostró como un firme defensor del Movimiento la Reforma Universitaria iniciado en 1918 en Córdoba; en 1960 fundó el Movimiento Nacional Reformista (MNR), fuerza universitaria socialista que a partir de entonces se constituyó en una de las agrupaciones más representativas del movimiento estudiantil argentino.

## De 1970 a 1976
En 1971 escribió Realidad Política Argentina (RPA) donde proponía un nuevo enfoque de los grupos sociopolíticos y sostenía que tanto el radicalismo como el peronismo constituían movimientos populares enfrentados a las elites económicas locales y extranjeras, y que el ciclo golpe-elección solo podría ser superado por un acuerdo entre peronistas, radicales y fuerzas progresistas que llevara a un sistema democrático estable fundado en un régimen económico de "liberación nacional". Al año siguiente fue uno de los fundadores del Partido Socialista Popular con el fin de construir una fuerza socialista que no estuviera enfrentada con radicales y peronistas, que en ese momento eran ampliamente mayoritarios en la población.

## De 1976 a 1983
Fue un activo opositor a la dictadura cívico-militar que gobernó a la Argentina entre 1976 y 1983. Mantuvo activo al PSP a pesar de la prohibición de la actividad política y de las severas condiciones de represión. Dio a conocer en los foros internacionales, como la Internacional Socialista, la situación de violación masiva de los derechos humanos en la Argentina. Impulsó la participación del PSP en las acciones sindicales y estudiantiles de resistencia a la dictadura militar, como la huelga general de 1979 convocada por la fracción de la CGT denominada "los 25", la manifestación de San Cayetano de 1981 convocada por la CGT, y la gran manifestación del 30 de marzo de 1982 convocada por la CGT Brasil.

## De 1983 a 2000
Fue candidato a presidente por el Partido Socialista Popular PSP en las elecciones de 1983. Entre 1985-1987 integró el Consejo para la Consolidación de la Democracia. En 1987 fue elegido diputado nacional por la provincia de Santa Fe por la coalición Unidad Socialista, integrada por los partidos Socialista Popular y Socialista Democrático, constituyéndose en el primer parlamentario socialista después que Alfredo Palacios muriera en 1965 meses antes de finalizar su mandato. Fue nuevamente candidato a presidente por la Unidad Socialista en 1989. En 1991 fue reelegido como diputado y en 1995 el PSP se alió con sectores disidentes del peronismo formando el Frente País Solidario (FREPASO) y obtuvo su reelección como diputado nacional.
Como parlamentario insistió permanentemente en la necesidad de crear formas de democracia participativa que dieran mayor respaldo a la democracia representativa. Entre sus proyectos ley se encuentran:
- Consejo Económico Social
- Ley de medicamentos,
- Creación de los comité de condiciones y medio ambiente de trabajo
- Ley de investigación biomédica
- Ley de prestaciones básicas en rehabilitación integral para discapacitados
- Régimen legal de las universidades
- Ley de la juventud
- Ley federal de pesca
- Regulación de los sondeos de opinión
- Reglamentación constitucional de los derechos de los aborígenes
- Ley de responsabilidad de los funcionarios públicos
- Ley del Consejo Federal de Salud

En 1994 fue elegido Convencional Constituyente por Santa Fe para la Reforma de la Constitución Nacional.
Participó en el acuerdo definitivo de límites entre Chile y Argentina de 1998 referido al Litigio del campo de hielo Patagónico Sur, motivo por el cual el gobierno chileno le otorgó la condecoración de Oficial de la Orden al Mérito.
Debilitado luego de superar una dura lucha contra el cáncer, viajó a Chile en enero de 2000, contra el consejo de su médico, para asistir a la asunción de Ricardo Lagos, primer presidente socialista desde la muerte de quien fuera su amigo: Salvador Allende. El viaje en avión le desencadena una afección pulmonar de la que no se recuperó.
Murió en Buenos Aires el 3 de febrero de 2000 y fue velado en el Congreso de la Nación.